# Caverns of Mars
Caverns of Mars est un jeu vidéo de type shoot 'em up développé par Greg Christensen et publié par Atari Program Exchange en 1981 sur Atari 8-bit. Du fait de son succès, il devient ensuite le premier programme d’APX à intégrer la ligne de produit officielle d’Atari. Le joueur est aux commandes d’un vaisseau spatial. Après avoir réussi à échapper à la flotte martienne qui assiège la Terre, il doit pénétrer dans les profondeurs de Mars afin de détruire les installations ennemies. Dans la première partie du jeu, le joueur progresse dans les souterrains de la planète rouge sans rencontrer d’opposition. L’écran défile en permanence vers le haut et, à l’aide du joystick, il déplace son vaisseau vers la gauche ou la droite pour éviter les parois.  Le joueur affronte ensuite une armada de vaisseau martien qui ne peuvent pas tirer, mais qu’il doit détruire rapidement pour éviter une collision. Après avoir traversé cette ligne de défense, le joueur arrive au centre des installations ennemies où il peut trouver une énorme bombe sur laquelle il doit se poser pour déclencher son compte à rebours. Il doit ensuite s’enfuir du complexe en moins de trente secondes sous peine d’exploser en même temps que la base martienne. Après avoir accompli son objectif, le joueur accède à une nouvelle caverne, plus difficile que la précédente. Avec plusieurs milliers d’exemplaires vendus, il est l’un des plus gros succès de l’Atari Program Exchange avec Eastern Front de Chris Crawford .